# 多里斯蒙德
多里斯蒙德 （約420年—453年），西哥特王國國王。451年，其父狄奥多里克一世在沙隆战役陣亡後，多里斯蒙德成為西哥特王國國王。453年，多里斯蒙德被杀，其兄弟狄奥多里克二世繼承了王位。